# Берегите женщин
«Береги́те же́нщин» — советский двухсерийный художественный телевизионный цветной фильм, снятый в 1981 году на Одесской киностудии режиссёрами Александром Полынниковым и Виктором Макаровым. Впервые показан по Центральному телевидению в октябре 1981 года.

## Сюжет
Молодого журналиста-практиканта Евгения Ма́словского командируют в морской порт, чтобы он освоил на практике свою профессию и написал репортаж о работе на судах. По предложению заместителя начальника порта по кадрам Айвазова его «внедряют» в экипаж буксира «Циклон» коком.
Неожиданно оказывается, что весь экипаж судна состоит из девушек. Капитан отсутствует, и молодому человеку предлагают зайти позднее. Сидя на берегу, Женя задумчиво наигрывает на гитаре морские песни и тем самым обращает на себя внимание проходящего мимо комсомольского активиста Назара Остапенко. При этом сам Остапенко совершенно лишён способностей к музыке, поэтому его дуэт с Женей разваливается, не успев сложиться.
Вернувшись на буксир, Женя наконец встречается с капитаном — симпатичной блондинкой Любой и приступает к службе на «Циклоне» — довольно-таки обшарпанном и потрёпанном судне. Дело в том, что девушки хотят доказать родителям свою самостоятельность и готовность к службе в гражданском флоте. Родители, напротив, пытаются показать дочерям, что это не женское дело, и специально устраивают им назначение на старый буксир, выработавший свой ресурс. По мнению родителей, грязная и неинтересная работа очень скоро наскучит их дочерям, и в результате они сами откажутся от продолжения морской карьеры. А чтобы ещё больше отравить жизнь экипажа, заведующий портовым складом дядя Вова (по совместительству ещё и отец одной из членов экипажа) умышленно поставляет на «Циклон» только макароны.
Девичий экипаж «Циклона» принимает «в штыки» появление на судне мужчины, воспринимая его как лазутчика, о чём свидетельствуют записи в дневнике свежеиспечённого кока. К тому же Женя совершенно не умеет готовить. Перед приготовлением макарон он их старательно моет, а поняв, что намыл слишком много — раскладывает на палубе буксира сушиться. Однообразное и невкусное питание окончательно портит отношения экипажа с коком, очень скоро девушки объявляют ему бойкот и перестают с ним разговаривать.
Тем временем культурно-массовые мероприятия в порту идут полным ходом. Вскоре после того, как Женя оформился на «Циклон», происходит торжественное открытие молодёжного клуба. Ключевую позицию в программах клуба занимает самодеятельный ансамбль «Девятый вал», который организовали 4 молодых специалиста судоремонтного завода: слесарь-сборщик 5-го разряда Вадим Рябоконь (руководитель) и инженеры Костик Опрятин, Сергей Варновский и Слава Блиничкин. Но сразу после открытия клуба Остапенко направляет Блиничкина на курсы повышения квалификации. Из-за этого под угрозой срыва выступление коллектива на важном концерте. Случайно познакомившись с Женей, музыканты немедленно убеждаются в его способностях к исполнению и предлагают ему присоединиться к ним. Ввиду того, что Женя не справляется со своими должностными обязанностями и даже не может толком разжечь камбузную плиту (при этом едва не взорвав буксир), Люба как непосредственный начальник Жени строго запрещает подобную деятельность. В результате Остапенко, выйдя на сцену вместо отсутствующего Блиничкина, полностью заваливает выступление ансамбля.
Музыканты снова вынуждены просить, чтобы Женю отпускали с работы пораньше для проведения репетиций. Капитан отвечает гордым отказом, тем более что на буксир поступило очередное задание из порта. Но в тот самый момент на «Циклоне» не запускается двигатель, отказывает переговорное устройство, а вдобавок возникают кое-какие мелкие неполадки. Поскольку молодые люди — передовики науки и производства, они организуют на месте необходимый ремонт, чем немедленно завоёвывают симпатии рядовых членов экипажа.
Постепенно Женя вливается в коллектив ансамбля, чему также способствует следующее событие. Дядя Вова, доставив на «Циклон» очередную порцию макарон, просит «студента» помочь с доставкой продовольствия на близстоящие суда. Быстро сообразив, Женя сплавляет макароны соседям и получает в своё распоряжение предназначавшийся им разнообразный набор продуктов. Когда дядя Вова понимает, что произошло, уже поздно.
Побывав на одном из выступлений «Девятого вала», все девушки (кроме капитана) постепенно влюбляются в музыкантов, и молодые люди начинают приходить на «Циклон». Но Люба не позволяет проводить на «Циклоне» репетиции ансамбля, тем более что Женю ждёт очередной конфуз. Дядя Вова не забыл, как «студент» обошёл его на повороте, и подготовил достойный ответ. За разговорами он подсовывает Жене острый кайенский перец, рекомендуя эту нехитрую пряность как редкий и ценный ингредиент. Ничего не подозревающий кок приправляет перцем пшённую кашу и подаёт её в кают-компанию. Разглагольствуя на тему приготовления каши, Женя съедает большую ложку своего блюда и замолкает на полуслове. Дядя Вова отомщён.
На очередном заседании комитета комсомола участники «Девятого вала» выносят заключение, что служба на судне, пребывающем в подобном состоянии, совершенно немыслима, тем более для девушек, и представляют его главному инженеру судоремонтного завода. Главный инженер не хочет заниматься проектом восстановления выработавшего ресурс судна, и молодым людям приходится изыскивать другие пути.
На «Циклоне» же все готовятся к дню рождения капитана, но в самый торжественный момент праздник срывается из-за статьи в местной газете, которую по поручению друзей написал Женя с целью организации ремонта буксира (девушкам обещали новый). Более того, Люба сообщает Жене о том, что его практика на буксире окончена.
Благодаря случайному столкновению на улице с автомобилем, за рулём которого — женщина, Костик подвозит её в порт и вместе с ней попадает в кабинет начальника портофлота, которым она и является. Вскоре к Костику присоединяются Вадим и Сергей, и вместе они добиваются решения на восстановление «Циклона». Поскольку капитальный ремонт буксира — это сюрприз, девушкам ничего не сообщается, и в их стане царит уныние. Одетые в гражданское, они чуть не плача уходят с буксира…
И вот отутюженный «Циклон» покачивается на волнах. В процессе ремонта и непосредственной подготовки буксира к плаванию все молодые люди так или иначе вступают в конфликт с отцами своих возлюбленных, после чего все знакомятся. Женя фотографирует всех на память, а потом сообщает Любе, что его переводят на другое судно. По глазам Любы понятно, что она сожалеет об этом, но режиссёр фильма оставляет зрителю самому дорисовать сюжет этой истории. Под финальную песню Юрия Антонова «Жизнь» буксир уходит в море.

## В ролях
- Андрей Градов — Женя (Евгений Константинович) Масловский, студент-дипломник, будущий журналист, проходит практику на буксире коком
- Марина Шиманская — Люба, капитан буксира «Циклон»
- Светлана Пенкина — Оля, боцман буксира «Циклон», дочь дяди Вовы, возлюбленная Вадима
- Галина Веневитинова — Валя, механик-моторист буксира «Циклон», дочь Игоря Константиновича и Валерии Степановны, возлюбленная Костика (в титрах Венивитинова)
- Елена Тонунц — Галя, матрос и комсорг команды буксира «Циклон», дочь Айвазова, возлюбленная Сергея (в титрах Елена Кокалевская)
- Юрий Захаренков — Вадим Рябоконь, возлюбленный Оли, сварщик судоремонтного завода, руководитель и ударник ансамбля «Девятый вал»
- Игорь Скляр — Костик (Константин) Опрятин, возлюбленный Вали, инженер судоремонтного завода и бас-гитарист ансамбля «Девятый вал»
- Альгис Арлаускас — Сергей Варновский, возлюбленный Гали, инженер судоремонтного завода, бас-гитарист и клавишник ансамбля «Девятый вал»
- Семён Крупник — Николай Николаевич, отец Любы
- Юрий Медведев — дядя Вова (Владимир Николаевич), заведующий продскладом Портофлота, отец Оли
- Игорь Ефимов — Игорь Константинович, инженер судоремонтного завода, муж Валерии Степановны, отец Вали
- Елена Козелькова — Валерия Степановна, начальник Портофлота, жена Игоря Констановича, мать Вали
- Гиви Тохадзе — Гиви Максимович Айвазов, заместитель начальника Портофлота, отец Гали (озвучивает Леонид Каневский[1])
- Юрий Кузьменко — Назар Остапенко, комсомольский активист Портофлота
- Вячеслав Иванов — Слава Блиничкин, бывший клавишник ансамбля «Девятый вал» с «Альбатроса»
- Виталий Лищук — секретарь комитета комсомола (в титрах Виталий Лещук)

## Съёмочная группа
- Авторы сценария: Виктор Макаров и Анатолий Козак
- Режиссёры-постановщики: Александр Полынников и Виктор Макаров
- Операторы-постановщики: Александр Полынников и Аркадий Повзнер
- Художник-постановщик — Владимир Шинкевич
- Композитор — Юрий Антонов
- Тексты песен: Леонида Фадеева, Ильи Резника, О. Жукова, Михаила Танича
- Режиссёр — В. Зайцева
- Режиссёр монтажа — Валентина Олейник

## Музыка
В фильме звучат песни, написанные композитором Юрием Антоновым, в исполнении автора и популярной в те годы рок-группы «Аракс»:
- Берегите женщин (слова Леонида Фадеева)
- Всему своё время (слова Ильи Резника)
- Двадцать лет спустя (слова Леонида Фадеева)
- Море (слова Леонида Фадеева)
- Жизнь (слова Олега Жукова)
- Я вспоминаю (слова Леонида Фадеева)
- Радуга (слова Леонида Фадеева)
- Не забывай (слова Михаила Танича)

Во время фильма песни со сцены «поют» разные люди, но все — голосом Юрия Антонова, за исключением «Радуги», которую исполняет Сергей Беликов.

## Производство
Фильм «Берегите женщин» стал первой работой в кино певца и композитора Юрия Антонова.
Буксир «Циклон», использовавшийся в съёмках фильма, был построен в Нью-Йорке в 1944 году и носил там название «ST490» US Army. Судно было известно тем, что после передачи СССР в 1947 году оно значительную часть пути в Одессу из Нью-Йорка прошло своим ходом.

В том же 1946 году из Нью-Йорка в Одессу под командой этого капитана пришёл небольшой буксир «Циклон». До Гибралтара через Атлантический океан он шёл на буксире у «Генерала Черняховского». А от Гибралтара до Одессы — своим ходом. О необычном плавании через океан этого старого маленького судёнышка писала тогда вся советская пресса.
— «Вечерняя Одесса»
«Циклон» проработал в Одесском порту до 1988 года и был последним сохранившимся к моменту съёмок фильма американским буксиром из переданных по ленд-лизу в Советский Союз.

## Технические данные
- Производство: Одесская киностудия, по заказу государственного комитета СССР по телевидению и радиовещанию.
- Художественный фильм, цветной.
- 2 серии.
- Снят на плёнке Шосткинского производственного объединения «Свема».

## Критика
Киновед Александр Фёдоров оценивал фильм следующим образом: «Непритязательная музыкальная комедия „Берегите женщин“ запомнилась зрителям в основном благодаря тогдашним хитам Юрия Антонова. Сама же история женской команды одесского буксира, „укрощающей“ журналиста-практиканта, была рассказана, на мой взгляд, без особой выдумки, хотя молодые артисты приятной наружности, думается, очень старались».